# Hell Below
Hell Below is een Amerikaanse oorlogsfilm uit 1933 onder regie van Jack Conway. In Nederland werd de film destijds uitgebracht onder de titel Helden in uniform.

## Verhaal
Op verlof in Italië wordt luitenant Thomas Knowlton verliefd op Joan, de pasgetrouwde dochter van de commandant van zijn onderzeeër. Eenmaal op zee loopt de spanning tussen de beide officieren hoog op. Wanneer de beste vriend van Tommy sneuvelt, kan hij zijn woede niet langer de baas.

## Rolverdeling
| Acteur            | Personage                 |
| ----------------- | ------------------------- |
| Robert Montgomery | Luitenant Thomas Knowlton |
| Walter Huston     | Luitenant T.J. Toler      |
| Madge Evans       | Joan                      |
| Jimmy Durante     | Ptomaine                  |
| Eugene Pallette   | Mac Dougal                |
| Robert Young      | Luitenant Brick Walters   |
| Edwin Styles      | Herbert Standish          |
| John Lee Mahin    | Luitenant Nelson          |
| David Newell      | Luitenant Radford         |
| Sterling Holloway | Jenks                     |
| Charles Irwin     | Sergeant                  |